# ID – INVADED
ID:INVADED hay Id:Invaded (イド：インヴェイデッド Ido: Inveideddo), thường được viết ID：INVΛ⊃≡⊃, là một phim truyền hình anime gốc nhiều tập của Nhật do NAZ sản xuất, đạo diễn bởi Aoki Ei và Maijō Ōtarō biên kịch.  Phim bắt đầu công chiếu từ ngày 5 tháng 1 năm 2020, trước đó một bản manga do Kodama Yūki sáng tác được thông báo vào tháng 9 năm 2019 và tiến hành vào tháng 10 cùng năm.

## Tổng quan
Câu chuyện kể về những cuộc điều tra của Narihisago, một thám tử lừng danh sống những quãng đời trong tù, anh được giao nhiệm vụ lặn xuống "giếng ID" của những kẻ giết người hàng loạt khác nhau, phá án trong mỗi giếng để tìm ra hung thủ.
Bối cảnh diễn ra trong một thế giới, mà các nhà điều tra được quyền chạm vào người bị bất tỉnh và thấy những phân mảnh trong tâm trí họ. Nó được gọi là "giếng ID", một thế giới vô thức có nạn nhân, kẻ giết người, hiện trường vụ án và động cơ. Khi một người qua một giếng ID, tầm nhìn và hành động của người đó biểu hiện dưới dạng kỹ thuật số trong thế giới thực, nhiệm vụ của họ là điều tra vụ án để các nhà điều tra phân tích. Giếng ID chỉ có thể đi vào bởi nạn nhân hoặc kẻ giết người, nếu bị thương hay chết trong giếng, nhà điều tra sẽ đưa ra người trong giếng ra xong đưa vào lần nữa, dù ký ức ở các lần giếng trước sẽ bị mất.
Các nhà điều tra hỗ trợ người điều tra "Wakumusubi", một loại súng radar cầm tay phát hiện và thu thập các "hạt nhận thức" , hình thành bởi ý định giết người. Máy quét có thể thu thập ý định giết người của một tên tội phạm và thêm vào giếng ID của tội phạm đó. Nhằm giúp xác định kẻ giết người để điều tra kỹ hơn.

## Nhân vật
Narihisago Akihito (鳴瓢 秋人)
Lồng tiếng bởi:  Tsuda Kenjiro
Một thám tử đại tài điều tra và phân tích vụ án trong giếng ID của kẻ giết người. Tên thật của anh là Narihisago Akihito, dù trong giếng anh hay được gọi là Sakaido (酒井戸).
Hai năm trước sự kiện hiện tại, anh sống trong gia đình hạnh phúc cùng vợ con, đến một ngày, con gái Muku của anh bị sát hại khiến cả vợ anh tự sát. Những cái chết này đã thôi thúc Akihito săn lùng và tìm giết kẻ giết người, cũng vì điều này khiến anh vào tù. Anh vẫn bị ám ảnh về cái chết của vợ và con gái, đây cũng là động lực để anh thực hiện công việc nhằm ngăn chặn những tên giết người hàng loạt. Khả năng phân tích điểm yếu hung thủ của Sakaido khiến nhiều tên giết người hàng loạt tự sát cả trong tù, điều mà nhóm điều tra anh phải cảnh giác. Bất chấp vấn đề, phần lớn các đồng nghiệp rất tôn trọng công việc của Sakaido.

## Sản xuất và phát hành
Ngày 4 tháng 7 năm 2019, Kadokawa thông báo một anime truyền hình gốc đạo diễn bởi Aoki Ei cùng nhà văn Ōtarō Maijō biên kịch.  Atsushi Ikariya thiết kế nhân vật, về phần ám nhạc do U/S đảm nhiệm.  NAZ thực hiện phần hoạt họa. Anime được phát sóng truyền hình vào ngày 5 tháng 1 năm 2020 trên các kênh  Tokyo MX, BS11, TVA, KBS, và SUN, với tập đầu tiền là tập đặc biệt dài một tiếng. Sou thực hiện bài hát mở đầu "Mister Fixer" (ミスターフィクサー) ,còn Miyavi đảm nhiệm bài hát kết thúc "Other Side", các bài khác của Miyavi gồm "UP", "Samurai 45" và  "Butterfly" cũng nằm trong  bốn tập của phim. Anime cũng sử dụng vài bài hát xuyên suốt các tập như  "Eternal Rail" của Kenmochi Hidefumi từ Wednesday Campanella, "Memories of Love" sáng tác bởi Hiroshi Suenami & Soundbreakers cùng giọng ca Liz Sarria II.